# Atyria vespertina
Atyria vespertina là một loài bướm đêm trong họ Geometridae.